# Paranoid (пісня Каньє Веста)
«Paranoid» — пісня американського репера Каньє Веста, випущена 23 березня 2009 року як четвертий і останній сингл з  його четвертого студійного альбому 808s & Heartbreak. У пісні звучить вокал Mr Hudson та Kid Cudi. 
Пісня була зустрінута загальним визнанням музичних критиків, які похвалили продакшн і енергійність пісні.
«Paranoid» дебютувала під номером 37 у чарті Mainstream Top 40. а в кінцевому підсумку досягла 34-го місця. У американському чарті Billboard Bubbling Under Hot 100 пісня посіла 18 місце 18 травня 2009 року та пробула в чарті два тижні. Американська асоціація компаній звукозапису (RIAA) присуддила пісні золотий сертифікат за продаж 500 000 сертифікованих одиниць.

## Музичний стиль та лірика
Це бадьорий трек нової хвилі, який містить електронні барабанні ефекти та поп-синтезатори. Каньє Вест співає пісню через Auto-Tune. Ліричний зміст пісні зосереджений на тому, що Каньє Веста відштовхує недовірливе мислення жінки, у яку він закоханий. Він вважає, що вона «турбується про неправильні речі».

## Музичне відео
Музичне відео на пісню було знято Набілом Елдеркіним на Гаваях. Головну роль виконала співачка Ріанна. Відео було представлене під час заходу Island Def Jam у Нью-Йорку 20 травня 2009 року. Музичне відео просочилося в Інтернет 27 травня. Наступного дня Каньє Вест уточнив у своєму блозі, що це незавершена версія, яку йому було боляче бачити, і він опублікував скріншоти фінальної версії. 3 червня 2009 року Вест випустив остаточну версію музичного кліпу у своєму блозі, лише через кілька годин після прем'єри неопублікованого відео на його пісню 2004 року «Spaceship». Каньє Вест повідомив, що відео має вийти 4 червня, хоча він пояснив передчасний випуск так: «Я б вважав за краще, щоб ви, хлопці, мали чітку версію...». Кліп вийшов у лютому 2010 року разом з відео на «Coldest Winter». Режисер Елдеркін розповів, що Каньє Вест спочатку мав більше екранного часу, ніж у фінальній версії.

## Ремікси і кавер-версії
16 грудня 2008 року був випущений ремікс за участю Біг Шона та Mr Hudson. Інший ремікс за участю Ріанни був записаний восени 2008 року і мав вийти на мейнстримових радіостанціях США 27 січня 2009 року як третій сингл із 808s & Heartbreak.
Напередодні випуску свого студійного альбому 2010 року Golden Week For The Poco Poco Beat японський поп-рок-гурт Suzan 19 жовтня 2010 року поділився кавер-версією пісні «Paranoid». 11 липня 2018 року колумбійсько-американська R&B співачка Калі Учіс виконала кавер-версію на трек для свого сеансу в Maida Vale Studios у шоу Енні Мак на BBC Radio 1, який був її єдиним кавером під час сесії. Перед виступом Учіс розповіла про те, як їй подобається ця пісня та старі роботи Каньє Веста загалом, особливо 808s & Heartbreak через сильне натхнення.

## Список композицій
Цифрове завантаження
1. "Paranoid" (NEW Mix) [feat. Mr Hudson] – 4:45

Цифровий EP
1. "Paranoid" (NEW Mix) [feat. Mr Hudson] – 4:45
2. "Paranoid" (Music Video) [feat. Mr Hudson] – 3:24

## Чарти
| Чарт (2009)                                    | Пікова позиція |
| ---------------------------------------------- | -------------- |
| Австралія (ARIA)                               | 90             |
| Бельгія (Ultratip Flanders)                    | 15             |
| Бельгія (Ultratip Wallonia)                    | 14             |
| США Bubbling Under Hot 100 Singles (Billboard) | 18             |
| США (Mainstream Top 40) (Billboard)            | 34             |
| США (Rhythmic) (Billboard)                     | 37             |

## Сертифікації
| Регіон                                                      | Сертифікація | Продажі |
| ----------------------------------------------------------- | ------------ | ------- |
| США (RIAA)                                                  | Золотий      | 500 000 |
| продажі+прослуховування, що базуються лише на сертифікаціях |              |         |